# Ерёмина, Нина Алексеевна
Ни́на Алексе́евна Ерёмина (2 ноября 1933, Москва — 24 августа 2016, Петрово, сельское поселение Клементьевское, Можайский район, Московская область) — советская баскетболистка, чемпионка мира, двукратная чемпионка Европы, пятикратная чемпионка СССР (1950, 1953, 1957, 1958), двукратная чемпионка Спартакиад народов СССР (1956, 1959). Мастер спорта СССР (1955). Заслуженный мастер спорта СССР (1960). Спортивный комментатор, телеведущая.

## Биография
Родилась 2 ноября 1933 года в Москве.
В шестнадцатилетнем возрасте вместе со своей сестрой-близнецом Людмилой попала в московскую баскетбольную команду «Динамо», тренировалась под руководством тренера Степана Спандаряна.
Окончила Московский технологический институт текстильной и лёгкой промышленности.
На чемпионате Европы 1960 года за три секунды до конца матча с болгарской сборной забросила мяч, который принёс советской сборной звание чемпиона.
С 1961 года работала спортивным комментатором на Всесоюзном радио. Первый эфир провела вместе с радиокомментатором Борисом Валовым 10 июня 1961 года. В 1972 году комментировала трансляцию Финала баскетбольного турнира Олимпийских игр, в котором сборная СССР победила сборную США на последних трёх секундах. Этот матч считается одним из наиболее драматичных поединков в истории баскетбола. Работала вместе с известными комментаторами Николаем Озеровым и Вадимом Синявским.
В 1974 году начала работу на ЦТ СССР. В течение 18 лет, с марта 1974 по март 1992 года комментировала спортивные события в программе «Время». В марте 1992 года ушла с 1-го канала Останкино (сменившего незадолго до этого 1-ю программу ЦТ СССР).
С 1997 по 2000 год как шеф-редактор руководила спортивной программой «Спорт-курьер» на телеканале REN-TV, работала спортивным комментатором этого телеканала. Последние годы жизни на телевидении не работала по личным соображениям.
Скончалась на 83-м году жизни 24 августа 2016 года. Похоронена на Пятницком кладбище рядом с родными.
Состояла в браке с теннисистом, затем спортивным редактором ТАСС Андреем Новиковым. Общих детей в браке не было.

## В кино
В 2000 году сыграла саму себя (камео) в фильме «Зависть богов».
В 2017 году в посвящённой финалу Мюнхенской олимпиады 1972 года спортивной драме «Движение вверх» роль Нины Ерёминой исполнила актриса Наталия Курдюбова.

## Награды
- Орден «Знак Почёта» (16.09.1960) — за успешные выступления в XVII летних и VIII зимних Олимпийских играх 1960 года, а также за выдающиеся спортивные достижения[19]
- Медаль «За трудовую доблесть»
- Медаль «За доблестный труд»